# HD 40105
HD 40105，又名CD-50 1977，SAO 234191、HR 2083，是一颗恒星，视星等为6.52，位于銀經257.72，銀緯-29.44，其B1900.0坐标为赤經5h 51m 43.8s，赤緯-50° -29.44′ 42″。